# Sankt Georgs kapell, Ayia Napa
Sankt Georgs kapell är ett cypriotiskt-ortodoxt kapell beläget i staden Ayia Napa i Famagusta distrikt, på östra Cypern.
Kapellet är helgat åt den romerske soldaten, martyren och helgonet Sankt Göran.

## Bilder

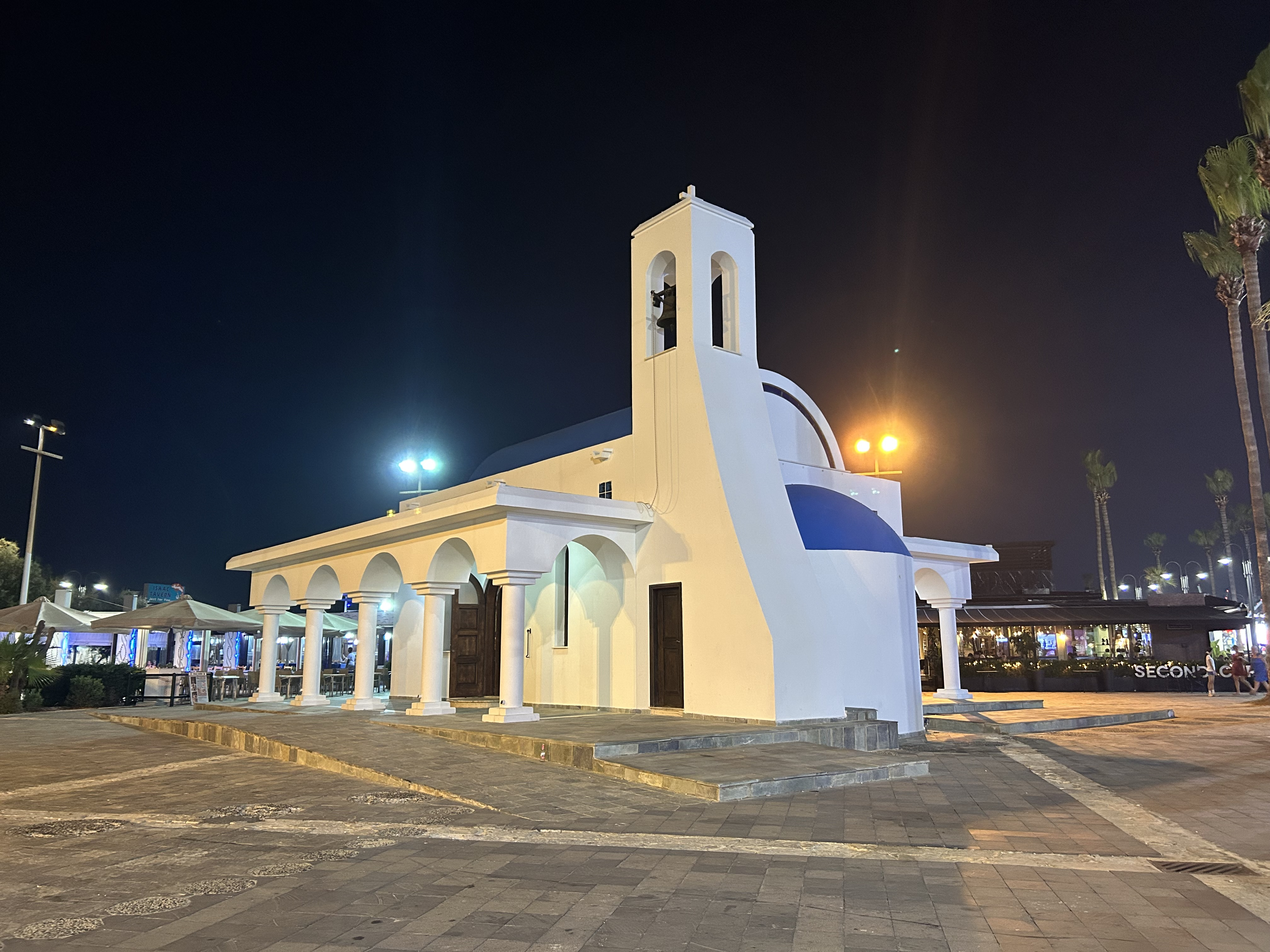
Kapellet från andra sidan.
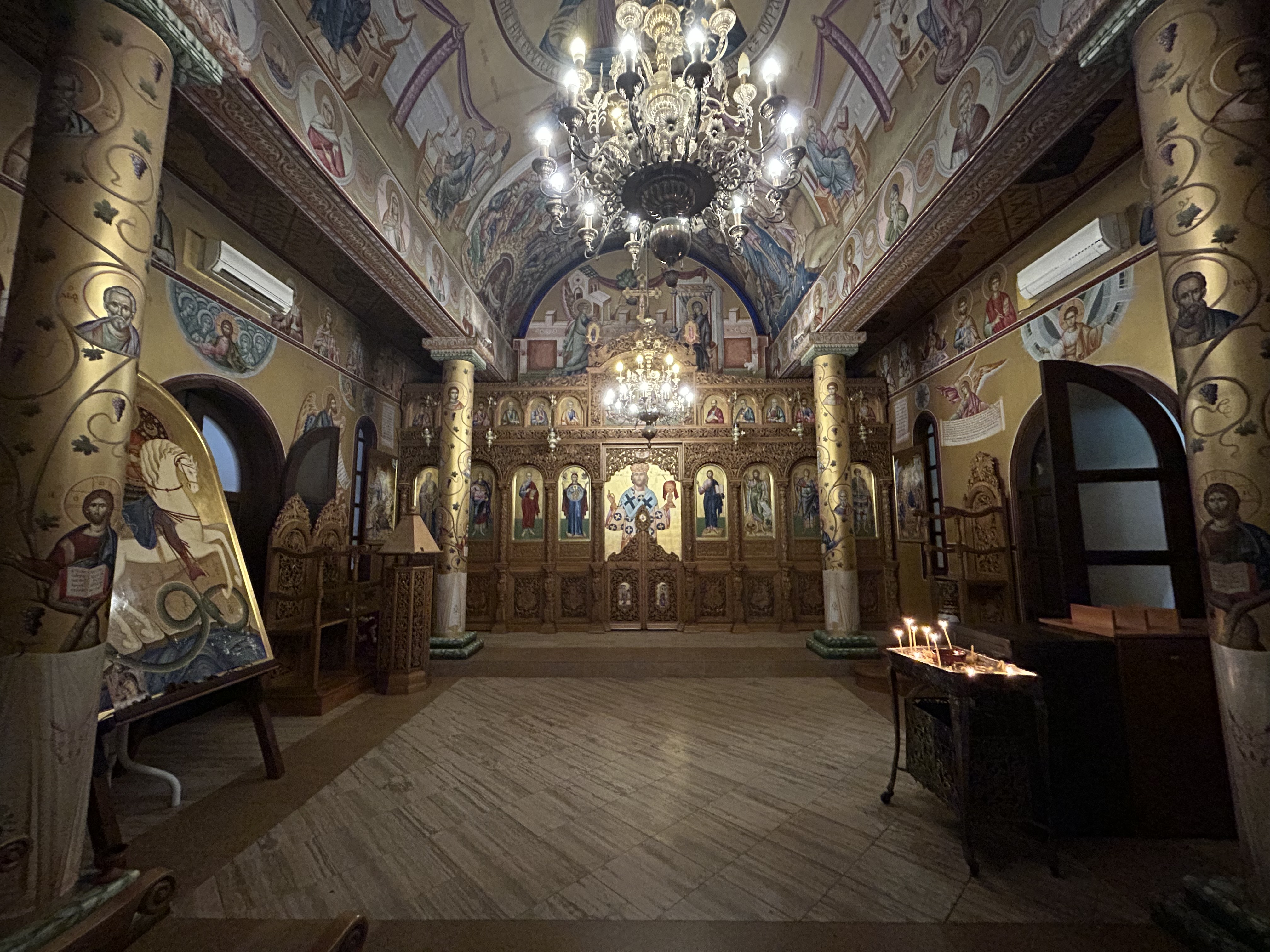
Kapellets interiör mot ikonostasen.
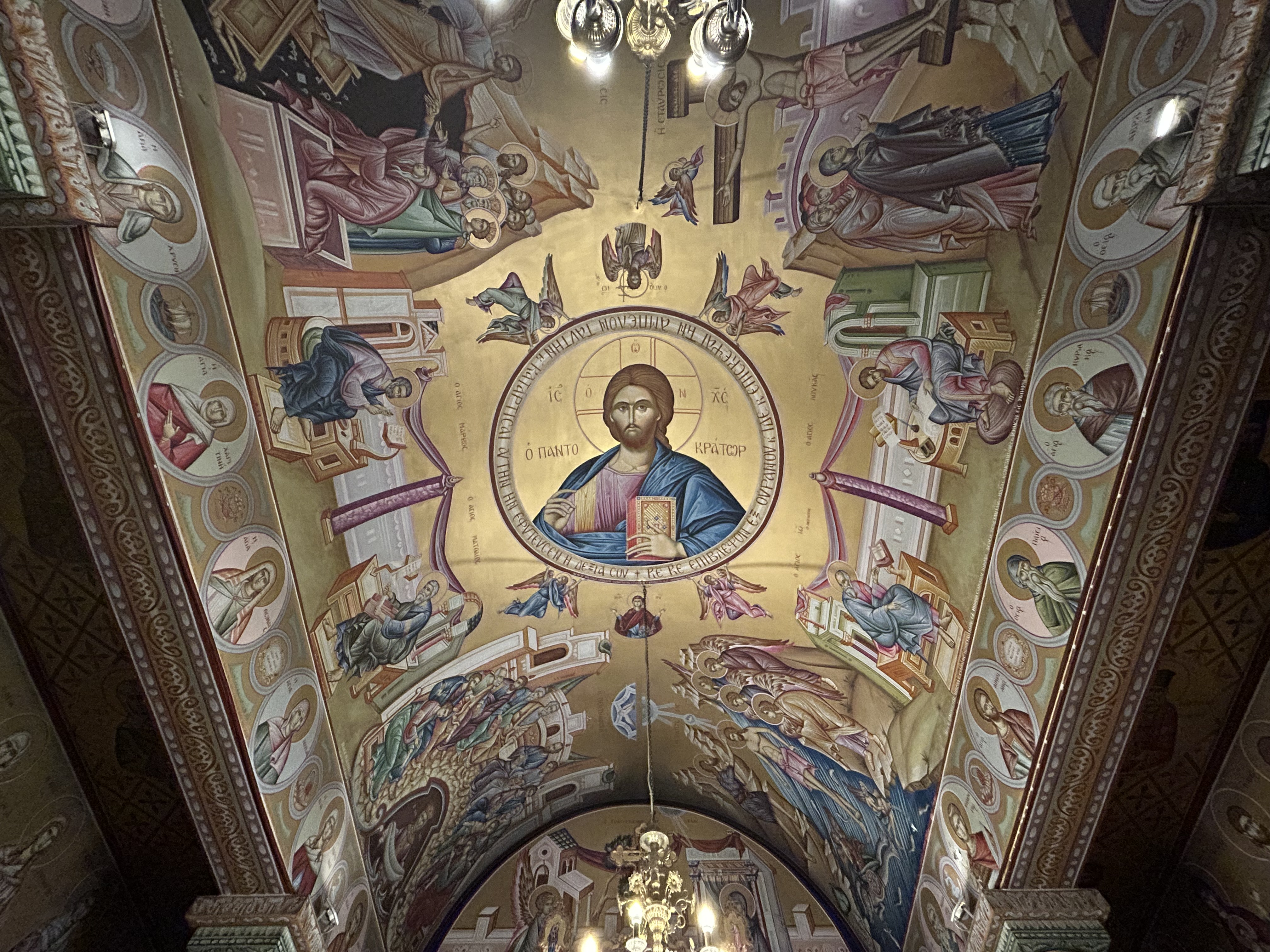
Jesus Kristus pantokrator avbildad på taket.